# Władysław Jasiński (działacz robotniczy)
Władysław Jasiński, pseud. Rudolf (ur. 24 września 1886 roku w Górce Kościejowskiej koło Racławic, zm. 20 stycznia 1955 roku w Krakowie) – polski działacz robotniczy, elektromonter.
Był jednym z ośmiorga dzieci Feliksa, kowala dworskiego. Ukończył szkołę elementarną. W końcu lat 90. rodzina Jasińskich przeniosła się do Niwki koło Sosnowca, a Feliks Jasiński podjął pracę w kopalni „Helena” w Sosnowcu. W wieku 15 lat pracę zawodową rozpoczął także Władysław Jasiński – został pomocnikiem przy maszynie wyciągowej w kopalni „Hr. Renard” (późniejsza kopalnia „Sosnowiec”). Od 1903 należał do SdKPiL, zajmując się m.in. kolportażem materiałów partyjnych. Uczestniczył w rewolucji 1905; w grudniu t.r. został aresztowany przez władze rosyjskie, przez rok był więziony w Będzinie i Piotrkowie Trybunalskim, a w 1907 został zesłany na Syberię. Powrócił do Sosnowca w 1913. Pracował w hucie „Milowice”, nadal prowadził działalność partyjną. Przez pewien czas był zatrudniony w kopalni „Delbrückschacht” w Makoszowach koło Zabrza (późniejsza kopalnia „Makoszowy”), od 1917 ponownie w kopalni „Hr. Renard”. 
Według innej wersji życiorysu (podobnie jak podana wyżej pochodzącej od samego Jasińskiego) miał być od 1904 członkiem PPS, a po rozłamie PPS-Frakcji Rewolucyjnej, do więzienia trafił w 1907, a na zesłaniu przebywał do 1910. W latach I wojny światowej agitował w Sosnowcu na rzecz Legionów Polskich.
W 1918 uczestniczył aktywnie w organizowaniu Rad Delegatów Robotniczych w Sosnowcu i Dąbrowie Górniczej, był komisarzem Czerwonej Gwardii dzielnicy Sielec w Sosnowcu. W listopadzie 1918 został wybrany do Rady Delegatów Robotniczych Okręgu Sosnowieckiego. Miesiąc później uczestniczył w zjeździe SdKPiL i PPS-Lewicy w Warszawie. W lutym 1919 organizował strajki i demonstracje robotnicze w Dąbrowie Górniczej. 
Za działalność komunistyczną został wykluczony z Centralnego Związku Górników w 1921, krótko po tym, jak reprezentował kopalnię „Hr. Renard” na jego II zjeździe w Krakowie. Kilkakrotnie więziony, w 1933 stracił pracę i praktycznie zaprzestał działalności partyjnej. Utrzymywał się z dorywczych zajęć, a w okresie II wojny światowej, poszukiwany przez gestapo, pozostawał w ukryciu.
W 1945 wstąpił do PPR, od 1948 należał do PZPR. W ostatnich latach życia pracował w Komitecie Miejskim PZPR w Krakowie, m.in. jako instruktor wydziału organizacyjnego. Był odznaczony Krzyżem Niepodległości (1938) oraz Orderem Sztandaru Pracy I klasy (pośmiertnie).
Źródła:
- Władysław Ważniewski, Władysław Jasiński, w: Polski Słownik Biograficzny, tom XI, 1964-1965 (tu data śmierci 1953)
- Lucyna Jędrzejowska, Władysław Jasiński, w: Słownik biograficzny działaczy polskiego ruchu robotniczego, tom II: E-J (pod redakcją Feliksa Tycha), Książka i Wiedza, Warszawa 1987